# Амаев, Абу-Муслим Аптиевич
Абу-Муслим Аптиевич Амаев (род. 11 декабря 1999) — российский, а впоследствии болгарский борец греко-римского стиля, серебряный призёр чемпионата Европы 2025 года, бронзовый призёр чемпионатов Европы 2023 и 2024 годов, чемпион мира среди юниоров, бронзовый призёр чемпионата России. Выступает в весовой категории до 63 кг. Мастер спорта России международного класса.

## Карьера
Чеченец. Является воспитанником борцовского клуба «Ахмат». В конце августа 2015 года в Сараево стал серебряным призёром первенства мира среди юношей. В августе 2019 года в Таллине Амаев стал чемпионом мира среди юниоров. В 2021 году в Ростове-на-Дону Амаев завоевал бронзовую медаль чемпионата России. В апреле 2023 года в Загребе завоевал бронзовую медаль чемпионата Европы.  В феврале 2024 года стал бронзовым медалистом чемпионата Европы в Бухаресте (Румыния).
В апреле 2025 года на чемпионате Европы в Братиславе в весовой категории до 67 кг завоевал серебряную медаль. В финальной схватке уступил сопернику из Азербайджана Хасрату Джафарову.

## Спортивные достижения
- Первенство мира по борьбе среди кадетов 2015 — ;
- Первенство Европы по борьбе среди юниоров 2018 — ;
- Первенство мира по борьбе среди юниоров 2019 — ;
- Чемпионат России по греко-римской борьбе 2021 — ;
- Чемпионат Европы по борьбе 2023 — ;
- Чемпионат Европы по борьбе 2024 — ;